# 酒村ゆっけ、
酒村ゆっけ、（さかむらゆっけ、1995年12月21日 - ）は、日本のYouTuber・TikToker・作家・エッセイスト・コラムニスト・歌手である。ネオ無職、酒テロクリエーターを自称するクリエイター。
栃木県宇都宮市出身。血液型はO型。

## 略歴
2019年からTikTokを投稿を始め、2020年からはYouTubeの動画を投稿開始。
2021年3月10日、酒村自身初エッセイ本「無職、ときどきハイボール」を発売し、同年8月30日、小説本「酒に溺れた人魚姫、海の仲間を食い散らかす」を発売した。
2022年3月2日発売の1st.EP「ほろよいミッドナイト」にてアーチストデビュー。
2024年9月2日の深夜、世界一のゆっけ、及び銀河一のいっも、のYouTubeアカウントが誰かに乗っ取られ、すぐさま対処しアカウントを取り返して同年9月3日に経過を報告した。

## 人物
映画業界の会社を新卒で入社してから半年で退職。その後ネオ無職、酒テロクリエイターを自称している。YouTubeやTikTokの動画では、様々な作品をオマージュしたナレーションが使われており、知識量と引き出しの多さに定評がある。また映画のムービーレヴューやエッセイを投稿している。
酒村自身のグッズも販売しているが、中でも酒村が発案した【お酒×すごろく】がコラボしている「ウェイウェイらんど」は、第2弾まで発売している。

### 嗜好
酒と食べ物（特にラーメン）、映画鑑賞、音楽、漫画を読む事と飼い猫の「しゃっけ」、「ぽっぴー」をこよなく愛する。後に「ぼんご」、「おにゃんこぽん」という猫も飼いだした。過去にはヘビの「長芋」、「どろまよ」とニワトリの「こっけ」を飼っていた。
大きい買い物してないのにクレジットカードの請求金額にびっくりしていたが、原因は、毎日の食事の為に、コンビニエンスストアに通っていた為と発覚した。

### 交友関係
YouTuber仲間の井口眞緒、ラーメン評論家SUSURU TV.のSUSURUとお互いの動画に出る位仲が良い。
また酒村の家族も良く動画に出演する。えんがわが大好物の「いっも」（イッモ）と呼ばれるYouTubeの登録者10万人を超えるYouTuber兼会社員の妹、「酒村かっぱ」と呼ばれる父、何でも塩で味付けする「ぴえん」な「いとこ」と呼ばれる従姉妹も登場する。

## 出演

### テレビ
- 「スペースツヨシが地球人を吸い上げてみたら ～堂本剛が宇宙人にっ！？」（2021年11月28日、テレビ東京）[16]
- 「バラいろダンディ」（2022年5月4日、MX）
- 「ナイトニュース9」（2023年6月16日、とちぎテレビ）[17]
- 「踊る!さんま御殿!!」（2023年12月26日、日本テレビ）

### ラジオ
- 「キラスタ」（2022年1月12日、FM NACK5）
- 「はらぺこバズラジオ」（2022年6月29日、FM-FUJI）[18]

### ライブ・イベント
- 「酒村ゆっけ、と酔わ★NIGHT」（2022年1月7日、下北沢 Shangri-La）
- 「酔わ★NIGHT~今宵ほろ酔いミッドナイト~」
  - （2022年4月29日、渋谷WWW X）
  - （2022年5月6日、名古屋 ell.FITS ALL）
  - （2022年5月7日、梅田 Shangri-La）
  - （2022年5月9日、福岡 glaf）
- 「酔わ★NIGHT~バグってる夏、Soハッピーアワー~」
  - （2022年8月27日、渋谷WWW）
  - （2022年8月28日、HEVEN'S ROCK Utsunomiya 2/3 VJ-4）
- 「ジャズ100年の歴史コンサート JAZZ@都筑公会堂2022～ACT2～」（2022年9月30日、都筑公会堂）
- 「NADAGOGO FESTIVAL」（2023年12月2日、阪神競馬場）

### ミュージックビデオ
- MOSHIMO 「心願成就」（2022年1月）[19]

### CM
- 「ジムビームハイボール」（2022年、サントリー）- WebCM
- 「短尺ドラマアプリ『BUMP』」（2022年、emole）- WebCM
- 「honto」（2023年、大日本印刷）- Web広告
- 「金のしじみウコン肝臓エキス」（2023年）- WebCM

## 書籍

### エッセイ
- 「無職、ときどきハイボール」（2021年3月10日、ダイヤモンド社）ISBN 978-4-47-811109-3

### 小説
- 「酒に溺れた人魚姫、海の仲間を食い散らかす」（2021年8月30日、KADOKAWA）ISBN 978-4-04-604962-9

### 連載
- 「ネオ無職女子のラーメン備忘録」（2020年3月13日 - 2021年1月29日、マイナビ）
- 「酒飲み独身女劇場 ハッピーエンドはまだ来ない」（2024年1月12日、第二・第四金曜日 - 、ダ・ヴィンチweb）

## 楽曲

### シングル
| # | 発売日        | タイトル                                     | 順位 | 販売形態         | 規格品番 | 備考 |
| - | ------------- | -------------------------------------------- | ---- | ---------------- | -------- | ---- |
| 1 | 2022年8月20日 | 酔牌                                         | 0-   | デジタルリリース | -        | -    |
| 2 | 2023年2月1日  | 今夜はブギー・バック covered by 酒村ゆっけ、 | 0-   | デジタルリリース | -        | -    |

### レコード
| 曲名                 | 収録作品             | 年     | 備考                                              |
| -------------------- | -------------------- | ------ | ------------------------------------------------- |
| アルコールは魔法だね | アルコールは魔法だね | 2021年 | 作詞（作詞監修/作曲は、一瀬貴之・岩淵紗貴と共作） |
| サケノミクス         | アルコールは魔法だね | 2021年 | 作詞（作詞監修/作曲は、一瀬貴之・岩淵紗貴と共作） |

### ミニアルバム
| # | 発売日       | タイトル             | 順位 | 販売形態 | 規格品番 | 備考                                                                                |
| - | ------------ | -------------------- | ---- | -------- | -------- | ----------------------------------------------------------------------------------- |
| 1 | 2022年3月2日 | ほろよいミッドナイト | 0-   | CD       | NOIS-001 | 1.ほろよいミッドナイド 2.カンパイネーション 3.アルコールは魔法だね 4.夢見るゲレンデ |

## タイアップ
| 楽曲           | タイアップ                                        | 収録作品                 |
| -------------- | ------------------------------------------------- | ------------------------ |
| 夢見るゲレンデ | FM NACK5 ウインターアロハ2022キャンペーンソング!! | 「ほろ酔いミッドナイト」 |